# Dévaványa
Dévaványa ist eine ungarische Stadt im Kreis Gyomaendrőd im Komitat Békés.

## Demografie
Die meisten Einwohner sind Magyaren.

## Geschichte
Die erste urkundliche Erwähnung der Siedlung stammt aus den 1330er Jahren mit dem Namen Jana. 1334 wird der Ort mit dem Namen Vana erwähnt. Damals gehörte er zum Komitat Békés und wurde 1422 dem Komitat Heves zugeordnet.
1523 wurde die Siedlung als opidum Wanya (Minderstadt) bezeichnet. Von 1774 bis 1872 hatte der Ort auch die Rechte eines opidums und wurde dann Großgemeinde.
1876 wurde Dévaványa dem neugegründeten Komitat Jász-Nagykun-Szolnok angegliedert.
Am 1. Juli 2000 wurde die Großgemeinde zur Stadt erhoben.

## Städtepartnerschaften
- Cristuru Secuiesc, Rumänien, seit 1994